# Lupo Alberto (serie animada)
Lupo Alberto (en español Lobo Alberto) es una serie de dibujos animados, basada del personaje epónimo y de las historias creadas por Silver. En 2002, la serie de televisión constaba de 104 episodios, cada uno dura siete minutos. La segunda temporada es de 2002.
La primera temporada fue producido por Rai Fiction, The Animation Band, France 2, Europool y por Les Armateurs entre 1997 y 1998, mientras que la segunda siempre por Rai Fiction y por The Animation Band en 2002 pero, distribuido directamente por Mondo TV.
En Italia la primera temporada, Lupo Alberto fue doblado por Francesco Salvi y la gallina Marta por Lella Costa.
La canción de apertura de la segunda temporada es cantado por Gianna Nannini fue escrito con Vic Vergeat.
En Italia fue transmitido en Rai 1, Rai 2, Rai 3 y Rai Gulp. En España fue transmitido en Cartoon Network, Club Super 3, Canal Sur, Canal Sur 2 y Televisión Canaria.

## Personajes
- Lupo Alberto
- Mosè
- Marta
- Enrico La Talpa
- Alcide
- Glicerina
- Alfredo
- Lodovico
- Krug
- Alice
- Cesira La Talpa

## Capítulos

### Primera temporada (1997-1998)
1. Senza neve che inverno è (1997)
2. Il pupazzo di neve (1997)
3. L'albero (1997)
4. Tra due giorni è Natale (1997)
5. Regalo di Natale (1998)
6. Un minuto a mezzanotte (1997)
7. Fragile (1997)
8. Babysitting (1997)
9. Condominio (1997)
10. L'inquilino del primo piano (1998)
11. Vota Beppe (1997)
12. Sentieri selvaggi (1998)
13. Acqua e fuoco (1998)
14. Il signore delle acque (1998)
15. Vudù (1997)
16. La parola alla difesa (1997)
17. Il concorso (1997)
18. Bacilli imbecilli (1997)
19. Amore vuol dire gelosia (1997)
20. L'anello (1997)
21. L'infermeria (1997)
22. Una fidanzata per Mosè (1997)
23. La spia spiata (1997)
24. Il giorno del giudizio (1997)
25. Dentista per amore (1997)
26. Ninna nanna (1998)
27. Cappuccetto Rosso (1998)
28. La fattoria moderna (1997)
29. Il contratto (1998)
30. Giovani e belli (1998)
31. Sette in condotta (1997)
32. Pic nic (1997)
33. Il predone del fiume (1997)
34. Lavoro cercasi (1997)
35. Il Corriere del Pollaio (1997)
36. Lupastro nello spazio profondo (1997)
37. Il ritorno (1997)
38. Sottozero (1998)
39. La febbre del videoreporter (1998)
40. Trappole nascoste (1997)
41. Il sostituto di Mosè (1998)
42. La finale (1997)
43. McKenzie Park (1997)
44. Il Grande Occhio (1997)
45. Mekkano (1997)
46. La grande corsa (1997)
47. Vinca il migliore! (1998)
48. Autostrada (1998)
49. Il piatto del giorno (1998)
50. Il gabinetto del dottor La Talpa (1998)
51. La notte degli ortaggi viventi (1998)
52. La prova del fuoco (1998)

### Segunda temporada (2002)
1. Ingabbiato
2. Cercasi rockstar
3. Carta bollata
4. Giungla di cemento
5. Gorgheggi e grida
6. Sussurri e stecche
7. Boomerang
8. Gli spaventapasseri
9. Camper
10. Il grande Orson
11. Natale con i fiocchi
12. Lacrime di coccodrillo
13. Torte in faccia
14. Il prezzo del successo
15. Un biglietto per la felicità
16. Nervi scoperti
17. McKenzie day
18. Appuntamento al buio
19. Il pranzo di Mosè
20. Isteria canina
21. Le Jene
22. Binari
23. Game over
24. Arriva il grande cocomero
25. Cuore d'oro
26. Vacanze al verde
27. La rumba del popone
28. Chi ha paura del lupo cattivo?
29. I temerari
30. Selvaggio West
31. Sotto esame
32. Lupastro, anzi, Grassone
33. Ultimo spettacolo
34. Palloni gonfiati
35. Enrico menagramo
36. Liscio come l'olio
37. Giallo vegetale
38. Di casa ce n'è una sola
39. Soddisfatti e rimborsati
40. Ciak, si gira!
41. Il barboncino mannaro
42. La forza dell'amore
43. Senza trucco, senza inganno
44. Al cuor non si comanda
45. Aria di tempesta
46. That's amore
47. Ieri, oggi, domani
48. Il topino dei denti
49. Storia di Uccello
50. Questioni di classe
51. La rimpatriata
52. Bluff

## Doblaje
| Carácter        | Voces original italiano                    | Voces original italiano                                    |  |
| Carácter        | Primera temporada                          | Segunda temporada                                          |  |
| --------------- | ------------------------------------------ | ---------------------------------------------------------- |  |
| Lupo Alberto    | Francesco Salvi                            | Mino Caprio                                                |  |
| Mosè            | Tony Fuochi                                | Saverio Moriones                                           |  |
| Marta           | Lella Costa                                | Beatrice Margiotti                                         |  |
| Enrico La Talpa | Paolo Torrisi †                            | Paolo Torrisi †                                            |  |
| Alcide          | Flavio Arras                               | Mario Bombardieri                                          |  |
| Glicerina       | Luca Bottale                               | Mino Caprio                                                |  |
| Lodovico        | Alberto Olivero                            | Massimo De Ambrosis                                        |  |
| Alfredo         | Alberto Olivero                            | Manfredi Aliquò                                            |  |
| Krug            | Alberto Olivero                            | Saverio Moriones                                           |  |
| Odoardo         | Alberto Olivero                            | Riccardo Deodati                                           |  |
| Cesira La Talpa | Roberta Gallina Laurenti                   | Mariadele Cinquegrani                                      |  |
| Alice           | ?                                          | Giorgina Pazi                                              |  |
| Ausonia         | ?                                          | Giorgina Pazi                                              |  |
| Esmeralda       | Paola Bonomi                               | Giorgina Pazi                                              |  |
| Ursula          | Dania Cericola                             | Beatrice Margiotti                                         |  |
| Omar            | ?                                          | Fabrizio Mazzotta                                          |  |
| Gustavo         | Luca Bottale                               |                                                            |  |
| Varias voces    | Alberto Olivero Luca Bottale Paolo Torrisi | Fabrizio Mazzotta Monica Ward Luigi Ferraro Paolo Lombardi |  |

## Home video
Mondo TV ha lanzado todos los episodios de la primera temporada en 9 VHS o 3 DVD (Estos son ricos en contenido especial y algunas mesas diseñadas en plata).
La segunda temporada episodios era de nuevo Mondo TV. Para esta edición, no utilizó ningún soporte VHS, limitado a la distribución de DVD. De ellos, solo tiene 2 productos, incluidos los primeros 18 episodios (9 episodios cada uno) y no trata ningún evento en un ataúd.
La consecuencia de todo esto es que los episodios de la segunda temporada son muy difíciles de encontrar, incluso en Internet.
En los DVD contienen solo los idiomas italiano y inglés.